# Conocybe brachypodii
Conocybe brachypodii är en svampart som först beskrevs av Josef Velenovský, och fick sitt nu gällande namn av Hauskn. & Svrcek 1999. Conocybe brachypodii ingår i släktet Conocybe och familjen Bolbitiaceae.  Arten är reproducerande i Sverige. Inga underarter finns listade i Catalogue of Life.